# Харакат Ан-Нуджаба
Харакат Хезболла Ан-Нуджаба (араб. حركة حزب الله النجباء‎) — иракское шиитское ополчение, сформированное в 2013 году. Входило в состав организации Асаиб Ахль аль-Хакк, однако откололась от неё в 2013 году. Ведёт борьбу с «Исламским государством» и другими группировками.
3 декабря 2023 года пять членов группировки были уничтожены в результате американского авиаудара вблизи Киркука при подготовке к запуску БПЛА по американским военным в Ираке.
4 января 2023 года американский БПЛА нанес удар по восточному району Багдада, где находилась штаб-квартира группировки, погиб один из ее руководителей Муштак Талеб аль-Саиди (Абу Таква) и еще три человека.